# Haut-Clocher
Haut-Clocher (deutsch Zittersdorf) ist eine französische Gemeinde mit 349 Einwohnern (Stand 1. Januar 2022) im Département Moselle in der Region Grand Est (bis 2015 Lothringen). Sie gehört zum Arrondissement Sarrebourg-Château-Salins.

## Geografie
Haut-Clocher befindet etwa fünf Kilometer nordwestlich von Sarrebourg auf einer Höhe zwischen 245 und 315 m über dem Meeresspiegel am Landbach, der zur Saar entwässert. Das Gemeindegebiet umfasst 11,61 km².
Zur Gemeinde Haut-Clocher gehören folgende Weiler und Höfe
- Saint-Ulrich (Sankt Ulrich)
- Sarrelfing (Saarelfing)
- Foudenhoff (Fudenhof)

## Geschichte
Der Ort wurde 1574 als Sittersdorff erwähnt.
Das Dorf kam 1661 zu Frankreich, gehörte von 1871 bis 1919 zum Reichsland Elsaß-Lothringen. Um 1887 war Zittersdorf noch vollständig deutschsprachig. Nach dem Westfeldzug 1940 unterstand der Ort bis 1944 wieder der deutschen Verwaltung. 
Beim Ortsteil Saint-Ulrich finden sich die Überreste einer ausgedehnten gallorömischen Siedlung.
Das Redende Wappen der Gemeinde thematisiert diesen gallorömischen Siedlungsplatz: „Ein höher (haut) als die beiden Säulen stehender Glockenturm (clocher).“

### Bevölkerungsentwicklung
| Jahr      | 1962 | 1968 | 1975 | 1982 | 1990 | 1999 | 2007 | 2019 |
| Einwohner | 312  | 305  | 315  | 325  | 319  | 322  | 332  | 355  |

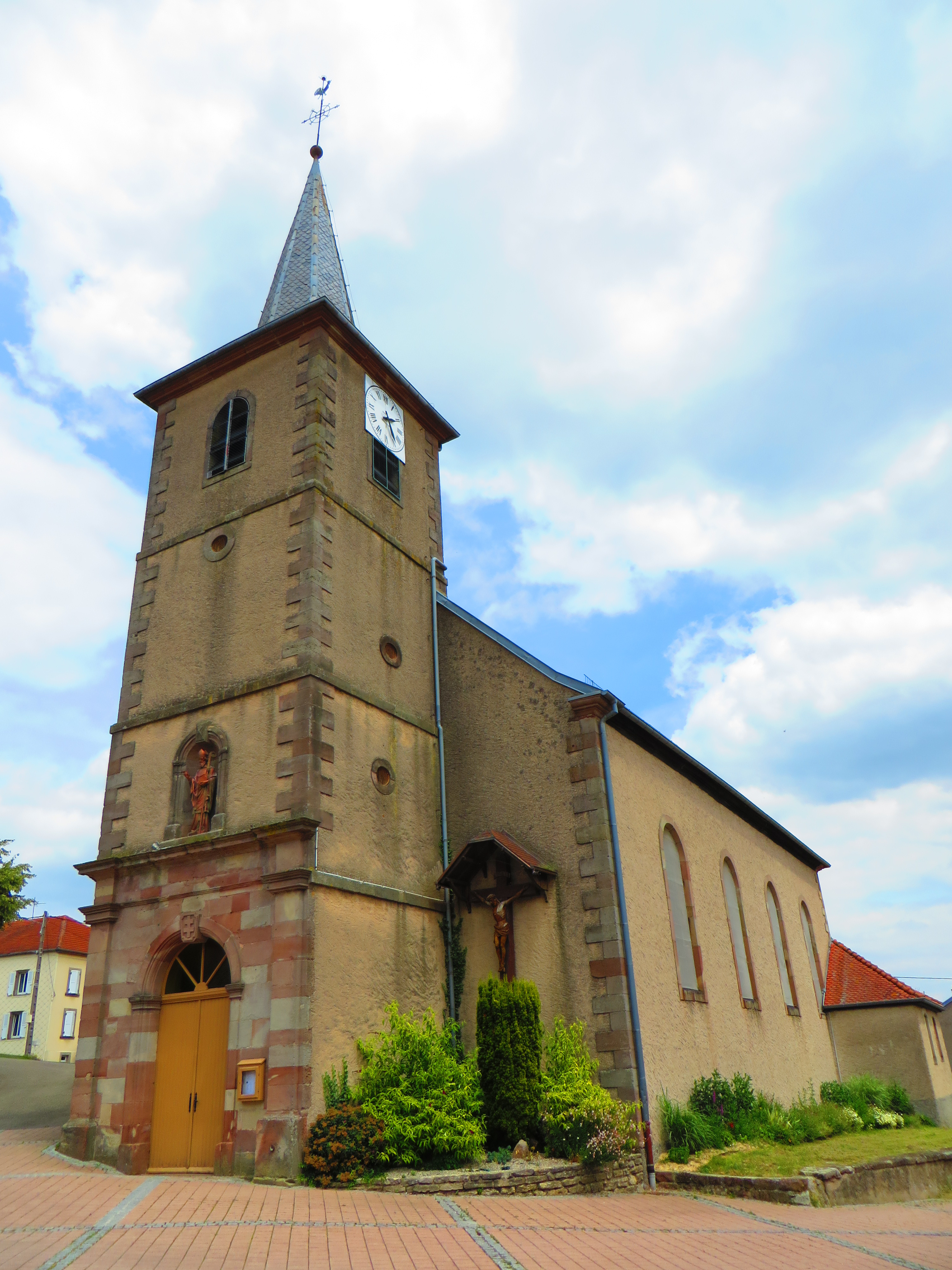
Kirche St. Severin
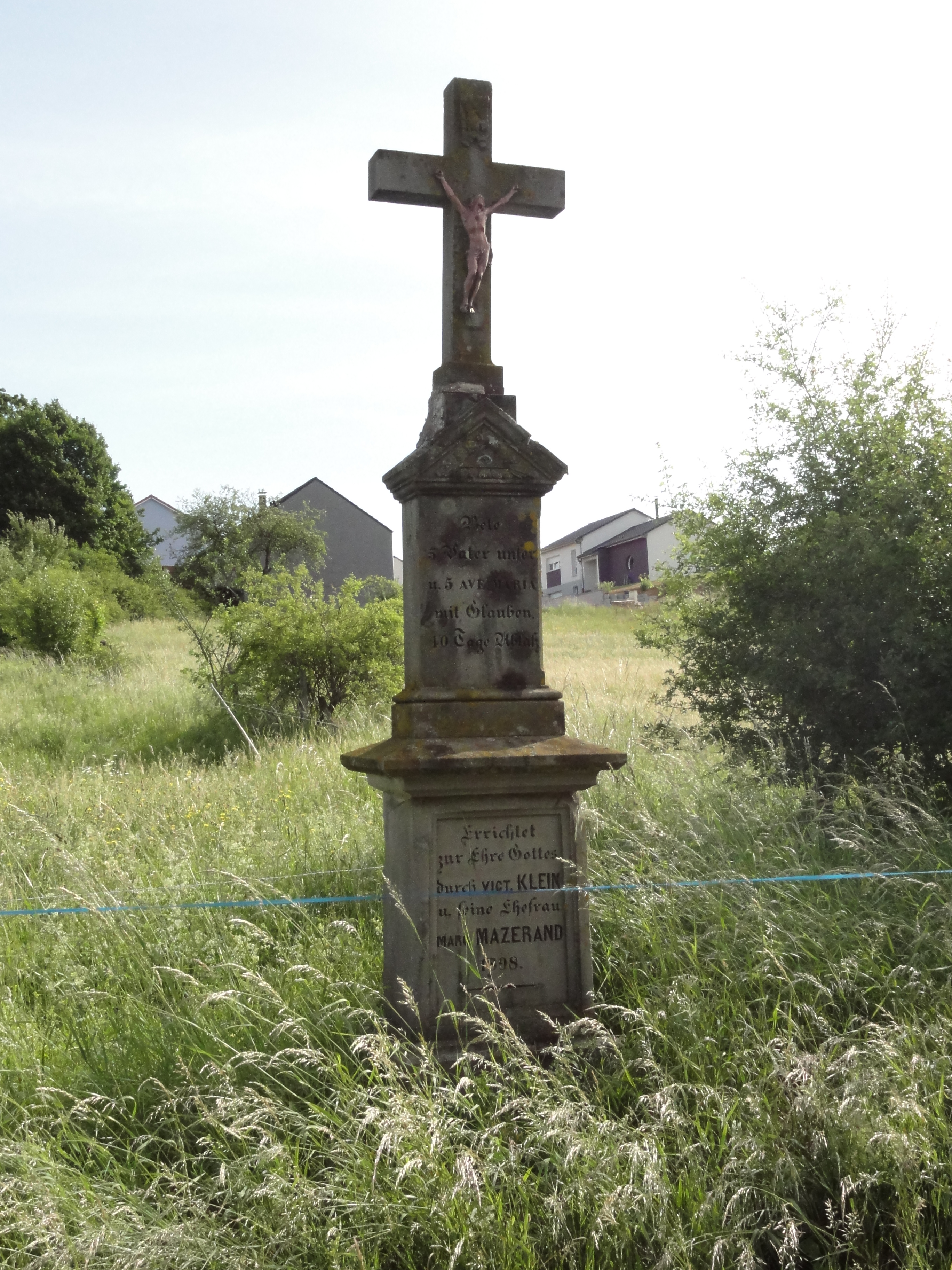
Flurkreuz
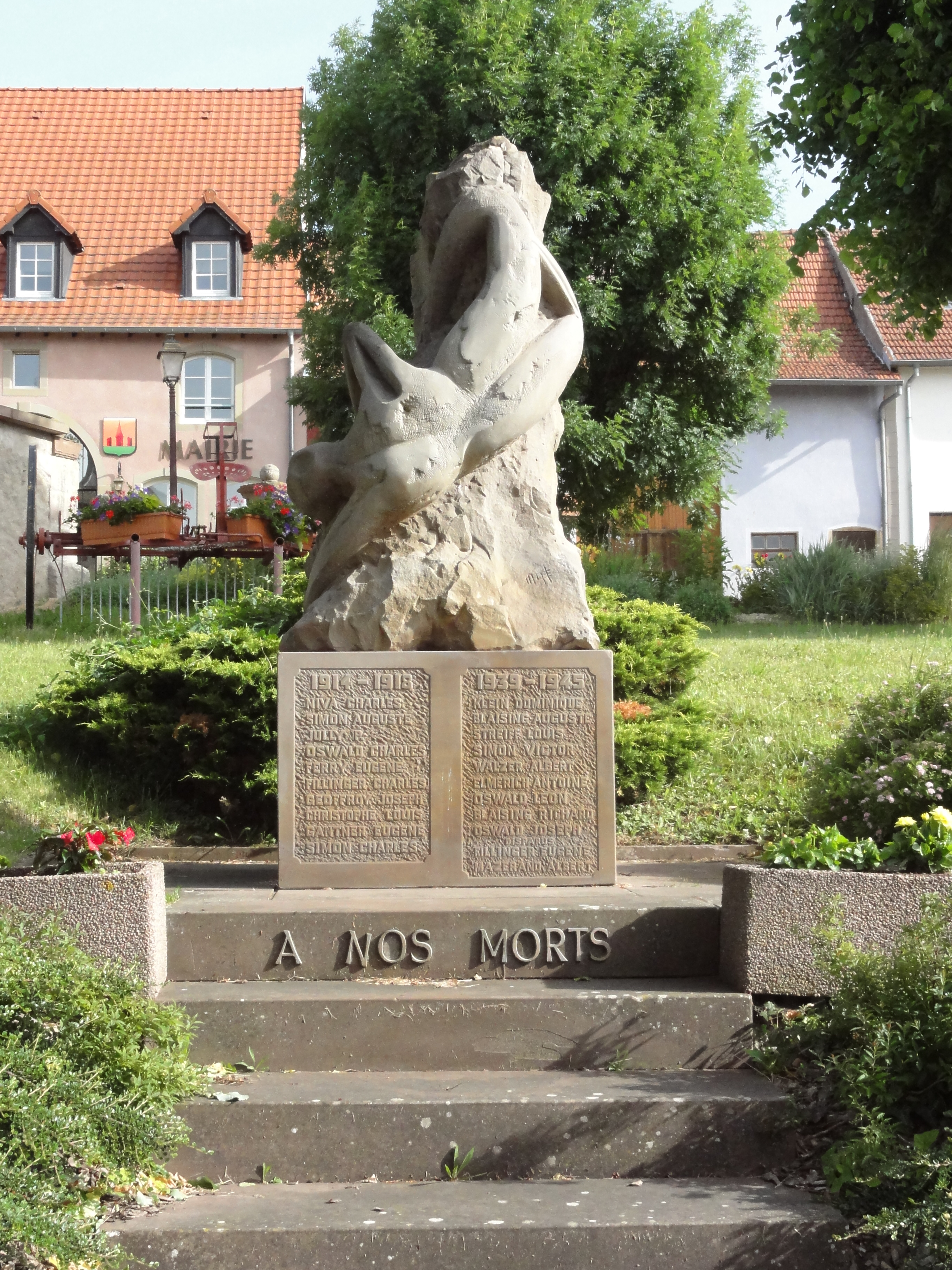
Gefallenendenkmal

## Belege
1. ↑  Constant This: Die deutsch-französische Sprachgrenze in Lothringen. Heitz & Mündel, Straßburg 1887, S. 10.
2. ↑  Wappenbeschreibung auf genealogie-lorraine.fr (französisch)